# Vladimír Brabec
Vladimír Brabec (Prága, 1934. május 15. – Nová Ves pod Pleší, 2017. szeptember 1.) cseh színész.

## Filmjei

### Mozifilmek
- Prága 1848 (Revoluční rok 1848) (1949)
- Krízová trojka (1952)
- Velké dobrodružství (1952)
- Látogatás a felhőkből (Návsteva z oblak) (1955)
- Zárijové noci (1957)
- Mackószöktetés (Malí medvedári) (1957)
- Váhavý strelec (1957)
- Fekete zászlóalj (Černý prapor) (1958)
- Vágyak szárnyán (Touha) (1958)
- Život pro Jana Kašpara (1959)
- Probuzení (1960)
- Éjjeli vendég (Noční host) (1961)
- Fáklyák (Pochodne) (1962)
- Praha nultá hodina (1963)
- Prosím, nebudit! (1963)
- Casanova utolsó rózsája (Poslední růže od Casanovy) (1966)
- Studie jednoho strachu (1967, rövidfilm)
- Shchit i mech (1968)
- Kapitán Korda (1970)
- Vok úr házasodik (Svatby pana Voka) (1971)
- Lekce (1971)
- A nagy mesemondó titka (Tajemství velikého vypravěče) (1972)
- Slečna Golem (1972, hang)
- Lupič legenda (Lupič legenda) (1973)
- Maturita za školou (1973)
- Vysoká modrá zed (1973)
- Adam a Otka (1974)
- V každém pokoji žena (1974)
- Náš dědek Josef (1977)
- Pasiáns (1977)
- Osvobození Prahy (1978)
- Stíhán a podezřelý (1979)
- Bella Vista foglya (Rukojmí v Bella Vista) (1980)
- Citová výchova jednej Dáše (1980)
- Záchvěv strachu (1984)
- Martha et moi (1990)
- Stůj, nebo se netrefím (1998)
- Ördögi szerencse (Z pekla štěstí) (1999)
- Byl jsem mladistvým intelektuálem (1999, rövidfilm)
- Z pekla štěstí 2 (2001)
- Anglické jahody (2008)
- Pamětnice (2009)
- Čtyřlístek ve službách krále (2013, hang)
- Příběh kmotra (2013)
- Áj van tu bí e jutubr (2015, hang, rövidfilm)
- Tajemství pouze sluzební (2016)

### Tv-filmek
- Lišák Pseudolus (1960)
- Sibalství Scapinova (1961)
- Spravedlnost pro Selvina (1968, hang)
- Pan Vetrovský z Vetrova a paní Destná z Destova (1969)
- Sto dukatu za Juana (1971)
- Královna Cerná ruze (1972)
- Kamenný kvítek (1972)
- Adam a Gabriel (1973)
- Břetislav a Jitka (1974, hang)
- O statečné princezně Janě (1978)
- Hurá, dneska máme Silvestra (1978)
- Vynes na horu svůj hrob (1979)
- Veronika, prostě Nika (1980)
- Panenka (1980)
- O stríbrném a zlatém vajícku (1981)
- Královna bludiček (1981)
- O princezně Solimánské (1984)
- Sedmipírek (1985)
- Ha egyszer elmegyek... (Jestli jednou odejdu) (1985)
- Herec (1988)
- Roky prelomu (1989)
- Závrať (1990)
- O těch Martinových dudách (1990)
- O nebojácné Betce (1990)
- Duch casu (1990)
- O princi, který měl o kolečko víc (1992)
- Dick Whittington (1993)
- Česká muzika (1993)
- Jeden den velkoknezny (1994)
- Muž v pozadí (1995)
- O princi Truhlíkovi (1996)
- Dámě kord nesluší? (1999)
- Obeti: Karambol (2009)
- Setkání s hvězdou: Jana Hlaváčová (2011)

### Tv-sorozatok
- Érdekházasságok (Sňatky z rozumu) (1968, két epizódban)
- Bakaláři (1972–1986, három epizódban)
- 30 případů majora Zemana (1976–1980, 30 epizódban)
- Tri spory (1982, egy epizódban)
- A látogatók (Návštěvníci) (1983, 15 epizódban)
- Mindenki tanköteles (My všichni školou povinní) (1984, nyolc epizódban)
- Doktor z vejminku (1984, egy epizódban)
- Malý pitaval z velkého města (1986, egy epizódban)
- Dobrodružství kriminalistiky (1989, egy epizódban)
- Náhrdelník (1992, öt epizódban)
- Hříchy pro pátera Knoxe (1992, egy epizódban)
- 3 plus 1 s Miroslavem Donutilem (2008, 2010, két epizódban)
- Vyprávěj (2009, egy epizódban)
- Ulice (2010, egy epizódban)
- Případy 1. oddělení (2014, egy epizódban)
- Stopy života (2014, egy epizódban)